# 亞美尼亞解放祕密軍
亞美尼亞解放祕密軍（ASALA，羅馬化：Hayasdani Azadakrut'ean Hay Kaghdni Panag／HAHKP）是亞美尼亞人在黎巴嫩建立的恐怖組織，意識形態為反土耳其與馬克思主義，活躍於1975年至1990年代間，後來該組織不再進行恐怖活動，但據稱仍持續運作至今。亞美尼亞解放祕密軍被許多人視為恐怖組織，也有人將其視為游擊隊或武裝組織，1980年代美國政府亦視其為恐怖組織。亞美尼亞解放祕密軍所執行的攻擊、暗殺行動共造成46人死亡、299人受傷。該組織在西亞、歐洲與美國共執行了超過50起爆炸案。
亞美尼亞解放祕密軍自稱其宗旨為促使土耳其政府承認1915年的亚美尼亚种族灭绝、賠償與割讓土地，其目標為結合曾屬鄂圖曼帝國的西亞美尼亞與蘇聯的亞美尼亞蘇維埃社會主義共和國，建立大亞美尼亞，該組織認為第一次世界大戰後的《塞夫尔条约》中，美國總統伍德羅·威爾遜劃給亞美尼亞的土地（威爾遜亞美尼亞）應屬亞美尼亞。
亞美尼亞解放祕密軍受到歐洲、美國等地的亞美尼亞僑民暗中支持。1990年代起組織可能因內部發生分裂且缺乏資金而不再活躍，最後一起攻擊是1997年一群自稱該組織的人員在布魯塞爾的土耳其大使館執行了爆炸案。該組織的口號有「武力鬥爭和正確的政治路線是亞美尼亞的道路」與「被壓迫人民的革命聯盟萬歲」。

## 建立

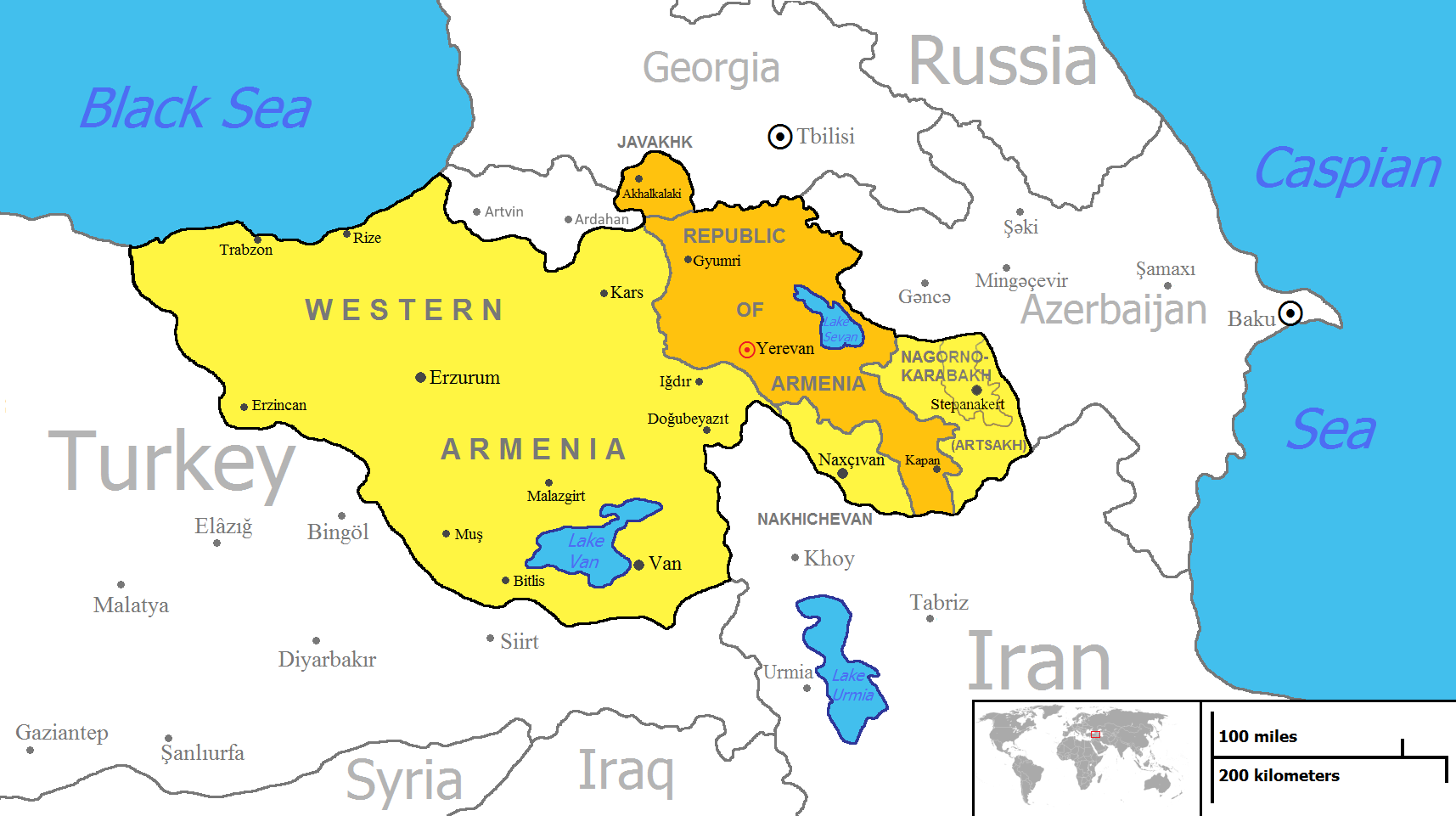
大亞美尼亞的範圍

1965年，世界各地的亞美尼亞人紀念亚美尼亚种族灭绝50週年，土耳其一貫不承認亚美尼亚种族灭绝曾經發生，在和平的抗爭無效後，一些亞美尼亞人改採更激烈的手段。1973年，一位亞美尼亞大屠殺的倖存者古爾根·亞尼基安在美國洛杉磯槍殺了兩名土耳其外交官。1975年（亚美尼亚种族灭绝60週年），哈戈普·哈戈皮安、詹姆士·卡努西安與凱沃爾克·阿杰米恩在一些巴勒斯坦人的幫助下，於甫爆發內戰的黎巴嫩貝魯特建立了「亞美尼亞解放祕密軍」，最初以「囚徒古爾根·亞尼基安組織」（The Prisoner Kurken Yanikian Group）為名，許多成員為亞美尼亞裔黎巴嫩人，組織的最高領導人為亞美尼亞人民總司令（General Command of the People of Armenia；VAN）。
亞美尼亞解放祕密軍策劃的活動主要是針對土耳其外交官與政要的攻擊。其主要政治訴求有二，一是促使土耳其政府承認亚美尼亚种族灭绝並承擔責任，二是以武力統一亞美尼亞人曾控制的土地，建立大亞美尼亞，並確立科學社會主義為亞美尼亞的主要意識形態。1983年，該組織曾表示它們支持蘇聯，希望獲得其他蘇聯加盟國的支持，共同對抗土耳其的殖民主義。

## 盟友
巴勒斯坦的左翼組織解放巴勒斯坦人民陣線為亞美尼亞解放祕密軍的盟友，有消息指後者創始人之一的哈戈普·哈戈皮安年少時曾加入該組織，並得到「戰士」（Mujahed）的稱號。哈戈皮安一向同情巴勒斯坦人，後來亞美尼亞解放秘密軍也與巴勒斯坦解放組織一起受訓。

### 可能的盟友
有消息指亞美尼亞解放祕密軍曾與庫德斯坦工人黨、赤軍旅與埃塔等歐洲、亞洲的左翼組織往來。另外該組織還與亞美尼亞種族滅絕正義突擊隊（JCAG）有聯繫，後者為一右翼組織，也常對土耳其外交官發動襲擊，與亞美尼亞解放祕密軍一樣要求土耳其承認亚美尼亚种族灭绝，不過相較於亞美尼亞解放祕密軍支持蘇聯、接受亞美尼亞的蘇聯加盟國身分，JCAG的目標為建立一個獨立的亞美尼亞國。以攻擊型態論，亞美尼亞解放祕密軍較常使用炸藥，據統計在其發動的186起攻擊中，有146起均使用炸藥，僅有33起使用槍械；JCAG則較常使用槍械，在其發動的47起攻擊中只有23起使用炸藥，而有26起使用槍械。

## 攻擊

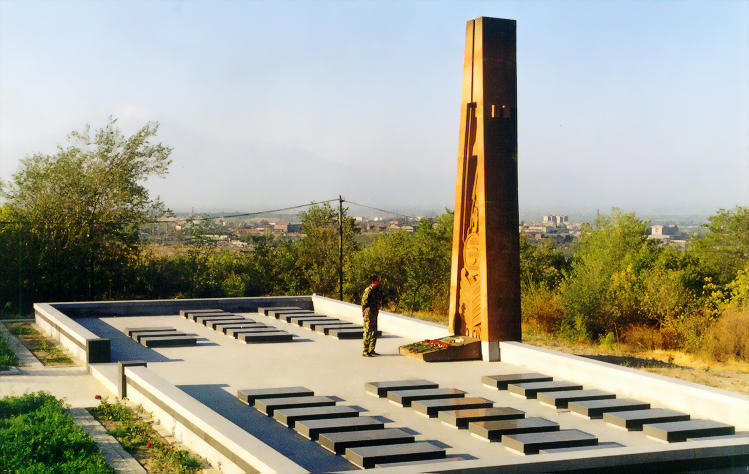
亞美尼亞首都葉里溫耶拉伯勒軍人公墓中的亞美尼亞解放祕密軍紀念碑

據預防恐怖主義全國紀念協會（MIPT）統計，亞美尼亞解放祕密軍共執行了84起攻擊，造成46人死亡與299人受傷。1975年，土耳其駐奧地利大使達尼士·圖納勒吉爾被暗殺，兩日後土耳其駐法國大使伊斯梅尔·埃雷兹也被暗殺。亞美尼亞解放祕密軍與亞美尼亞種族滅絕正義突擊隊均宣稱作案。1980年，亞歷山大·耶尼科姆西揚與蘇茲·馬謝來吉安（Suzy Mahseredjian）在瑞士日內瓦的一家酒店策劃爆炸案時炸彈意外爆炸而被捕，為第一批被逮捕的亞美尼亞解放祕密軍成員。
1981年9月24日，亞美尼亞解放祕密軍襲擊巴黎的土耳其大使館，挾持56名人質約15小時，要求土耳其釋放12名政治犯（兩名亞美尼亞人、五名土耳其人與五名庫德人），轉播事件的電視新聞收視率是該年度法國節目中數一數二的。1982年8月7日安卡拉埃森博阿國際機場的襲擊是亞美尼亞解放祕密軍發動最著名的攻擊之一，也是該組織首次對非外交官的平民發動攻擊，兩名武裝分子在擁擠的候機室內對群眾開火，共造成9人死亡，72人受傷。1983年7月15日，亞美尼亞解放祕密軍在巴黎奧利機場發動攻擊，在土耳其航空的櫃檯將一行李箱中的炸彈引爆，造成8人死亡，55人受傷，傷亡者大都不是土耳其人。是次攻擊造成了該組織內部的分裂，部分成員認為此案造成了反效果，組織分裂成哈戈皮安領導的亞美尼亞解放祕密軍激進派（ASALA-Militant）與1980年加入組織的亞美尼亞裔美國人蒙捷·梅爾科尼揚領導的亞美尼亞解放祕密軍革命運動（ASALA-Mouvement Révolutionnaire）。1981年大使館襲擊後，法國內政部長加斯東·德費爾稱此行動為「正義」，且四名犯案的亞美尼亞人均獲得輕判，一度有傳言指法國政府和亞美尼亞解放祕密軍有秘密協議，此次機場攻擊後法國警方迅速逮捕了嫌犯，消除了此傳言。
亞美尼亞解放祕密軍多次與歐洲政府談判以取得政治成果。該組織曾兩度停止在瑞士發動攻擊，一次是為了使數名亞美尼亞囚犯早點被釋放，另一次則是在一名瑞士法官譴責土耳其否定亞美尼亞種族滅絕之後。1979年，該組織與義大利政府談判，宣布不在義大利發動攻擊，以換取義大利關閉協助亞美尼亞人搬離蘇聯的移民辦公室。

### 土耳其反應
土耳其曾指控塞普勒斯、希臘、敘利亞、黎巴嫩與蘇聯暗中資助、支持亞美尼亞解放祕密軍，但它們均無公開支持該組織。該組織的數次攻擊後，土耳其民族主義者開始攻擊其國內的亞美尼亞人，1979年10月12日，土耳其駐荷蘭大使在海牙被暗殺後（亞美尼亞解放祕密軍與JCAG均宣稱犯案），10月19日，伊斯坦堡的亞美尼亞教堂也受到了報復攻擊而發生爆炸。1980年，土耳其政府在伊斯坦堡機場逮捕了亞美尼亞裔的牧師曼努爾·耶爾加蒂安，指控他持有將土耳其領土劃屬亞美尼亞的地圖，後來他因被控與亞美尼亞解放祕密軍有關聯而被判處14年徒刑，國際特赦組織指其為良心犯，且對他的指控毫無根據。亞美尼亞研究學者泰莎·霍夫曼指出土耳其經常以與亞美尼亞解放祕密軍合作為由將左翼反對組織的成員定罪。
1982年埃森博阿國際機場攻擊後，土耳其總統凯南·埃夫伦頒布消滅亞美尼亞解放祕密軍的命令，由土耳其國家情報局下的國際行動組執行，埃夫伦的女兒即為行動的負責人之一。1983年國際行動組在法國與黎巴嫩分別派遣一支小隊，雇用剛出獄的殺手阿卜杜拉·恰特勒為法國支隊隊長（但未向其透露身份），後來又派遣另一支由情報局人員領導的分隊；黎巴嫩小隊的成員則均為情報局與特種部隊成員，情報局人員希拉姆·阿巴斯為隊長。恰特勒法國支隊的許多爆炸案均失敗，他自稱成功暗殺了亞美尼亞解放祕密軍領導人哈戈皮安，但暗殺發生時恰特勒正因毒品案在法國監獄服刑，法國的另一分隊則成功策劃了數起攻擊，尚不清楚黎巴嫩支隊是否策劃了任何攻擊。

## 解散
1982年以色列入侵黎巴嫩後，亞美尼亞解放祕密軍失去了許多支持，組織也受到相當影響，被迫撤離位於貝魯特的總部，其過去的盟友巴勒斯坦解放組織撤回支持，並轉而向法國情報單位提供關於亞美尼亞解放祕密軍的情報。1988年4月28日，亞美尼亞解放祕密軍的創始者與領導人哈戈普·哈戈皮安在希臘雅典一個富有的社區被槍殺。土耳其國家情報局表示哈戈皮安被殺後，亞美尼亞解放祕密軍即告解散，另外有土耳其消息指1983年奧利機場攻擊後，許多海外亞美尼亞人停止了對亞美尼亞解放祕密軍的資助，使其無法繼續運作。1980年代晚期後，亞美尼亞解放祕密軍因內部分裂與缺乏資金而活躍度大減，但至1990年代還有零星活動，包括1991年對土耳其駐匈牙利大使失敗的攻擊，以及1997年布魯塞爾土耳其駐比利時大使館的爆炸案。此後亞美尼亞解放祕密軍即不再活躍。
2020年納戈爾諾-卡拉巴赫戰爭中，土耳其與亞塞拜然均指控亞美尼亞招募亞美尼亞解放祕密軍與其盟友庫德斯坦工人黨的成員參戰。

## 出版品
亞美尼亞解放祕密軍出版了許多書籍、手冊與海報等宣傳資料。1980年至1987年、1991年至1997年間，該組織出版期刊《亞美尼亞》，首期於1980年10月發表於黎巴嫩，共有40頁。《亞美尼亞》收錄的文章除亞美尼亞語者外還有英語、法語、土耳其語與阿拉伯語的。在倫敦、巴黎也分別有支持者發表與此期刊類似的刊物。

## 書籍
1980年12月30日，亞美尼亞解放祕密軍在西班牙馬德里發動的一次攻擊中，記者何塞·安東尼奧·古里亞蘭在第一枚炸彈爆炸後，馬上聯絡攝影師前來而未即時離開現場，被第二枚炸彈炸傷了雙腿，出院後他對該組織的訴求感到好奇，進而至黎巴嫩訪問了幾名該組織的成員。1982年，古里亞蘭出版了《炸彈》（La Bomba）一書，紀錄了他自身經歷爆炸案的經驗、亞美尼亞解放祕密軍的訴求及其背後的歷史。

## 註腳
1. ↑  兩派人馬不和已久，組織分裂的另一導火線是哈戈皮安的兩名下屬在黎巴嫩的一軍營被反對者暗殺[52]。